# Portland Rage
Die Portland Rage waren ein US-amerikanisches Inlinehockeyfranchise aus Portland im Bundesstaat Oregon. Es existierte von 1993 bis 1994 und nahm an zwei Spielzeiten der professionellen Inlinehockeyliga Roller Hockey International teil. Die Heimspiele des Teams wurden im Portland Memorial Coliseum ausgetragen.

## Geschichte
Die Portland Rage waren 1993 eines von zwölf Teams, die in der Saison 1993 am Spielbetrieb der neu gegründeten professionellen Roller Hockey International teilnahmen. Nachdem das Team in seiner ersten Saison die Play-offs verpasst hatte, gelangten die Rage in der Spielzeit 1994 nach Siegen gegen die Vancouver Voodoo, Calgary Rad’z und Anaheim Bullfrogs in das Murphy-Cup-Finale. Dort unterlagen sie jedoch den Buffalo Stampede.
Nach der Saison 1994 wurde das Team aufgelöst.
1993 hatte das Team einen Zuschauerschnitt von 1935 und fand sich im Vergleich der anderen Teams im unteren Drittel wieder. Der Zuschauerkrösus Anaheim Bullfrogs hatte einen Schnitt von 8366. In ihrer zweiten Saison hatten die Rage einen deutlich höheren Zuschauerzuspruch; im Schnitt wollten 2937 Zuschauer die Spiele besuchen.
Die Teamfarben waren Gelb, Schwarz, Rot und Blaugrün.

## Saisonstatistik
Abkürzungen: Sp = Spiele, S = Siege, N = Niederlagen, U = Unentschieden, Pkt = Punkte, T = Erzielte Tore, GT = Gegentore
| Saison | Sp | S  | N  | U | Pkt | T   | GT  | Platz         | Playoffs |
| 1993   | 14 | 4  | 10 | 0 | 8   | 92  | 149 | 3., King      | nicht qualifiziert |
| 1994   | 22 | 11 | 10 | 1 | 23  | 197 | 173 | 4., Northwest | Sieg im Conference-Viertelfinale, 2:0 (Vancouver) Sieg im Conference-Halbfinale, 2:1 (Calgary) Sieg im Conference-Finale, 2:0 (Anaheim) Niederlage im Murphy-Cup-Finale, 0:2 (Buffalo) |

## Bekannte Spieler
- Andrei Baschkirow
- Jacques Mailhot
- Andy Rymsha
- Wadym Slywtschenko
- Sjarhej Stas
- Chris Valicevic
- Blake Wesley